# Ritter Sport
Ritter Sport — німецька торгова марка шоколаду. Виробляється компанією Alfred Ritter GmbH & Co. KG, що знаходиться у місті Вальденбух. Кожна плитка має форму квадрата і розділена на 16 менших за розміром квадратів.
Шоколад продається у 103 країнах світу. Чистий прибуток компанії складає 430 млн євро на рік.

## Історія
У 1912 році взяли шлюб кондитер Альфред Ойген Ріттер і Клара Ріттер (уроджена Геттле), власниця магазину солодощів. Разом вони заснували кондитерську фабрику в Штутгарті з виробництва шоколаду та кондитерських виробів «Alfred Ritter Cannstatt», що розташувалась на вулиці Іннере Мольткештрассе в історичному районі Бад-Каннштатт.
У 1926 році в компанії вже працювали 26 чоловік, відбувся якісний перехід від ручного виробництва до промислового, а також компанія купила свою першу вантажівку. Незабаром місця на фабриці в Бад-Каннштатт перестало вистачати, тому компанія переїхала у Вальденбух. У 1932 році була представлена квадратна плитка шоколаду під назвою «Ritter's Sport Chocolate». Пропозиція Клари Ріттер виробляти плитки квадратної форми була схвалена родиною. Ідея полягала в тому, щоб шоколад поміщався в кишені будь-якої спортивної куртки і не ламався, а за вагою був би таким самим, як звичайна прямокутна плитка. До цього часу в асортимент компанії увійшли цукерки, прямокутні шоколадки, великодні та різдвяні солодощі.
У 1950 році вперше з часів Другої світової війни какао знову став доступним без обмежень і компанія відновила виробництво. У 1952 році у віці 66 років помер засновник компанії Альфред Ойген Ріттер. Управління компанії взяв на себе його син Альфред Отто Ріттер. У 1960 році Альфред Отто Ріттер вирішив зосередитися на квадратному шоколаді. Більшість інших виробів (святкові солодощі, прямокутний шоколад, цукерки та порожнисті шоколадні фігурки) поступово була виключена з асортименту. Таким чином було покладено початок розвитку бренду Ritter Sport. Квадратні плитки почали продаватися в целофановій упаковці шоколадно-коричневого кольору з написом «Ritter Sport».

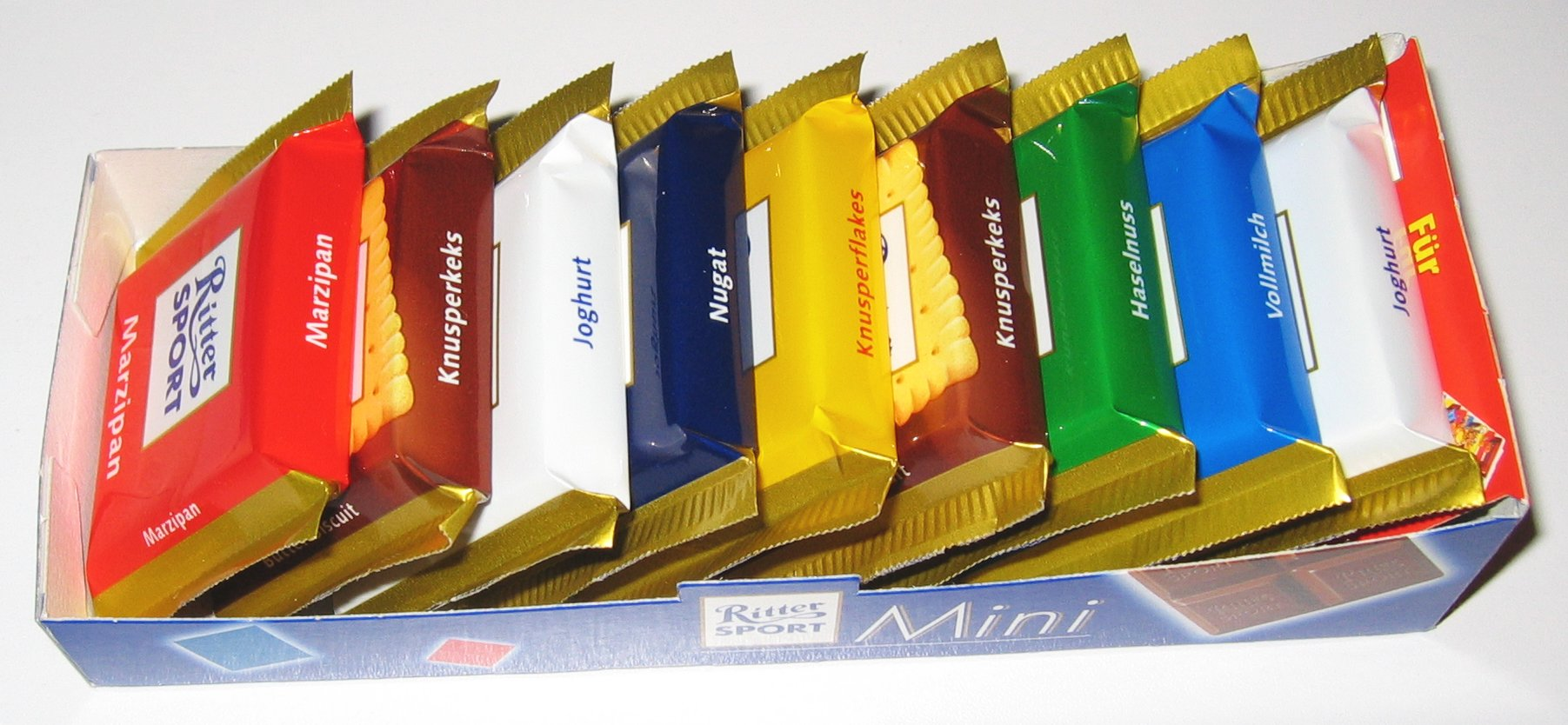
Мінішоколад Ritter Sport

У 1970 році розпочато виробництво нового сорту «Ritter Sport Yoghurt», перший шоколад з йогуртовою начинкою, а прем'єра телевізійного рекламного ролика забезпечила вихід на національний рівень; з'явився слоган «Quadratisch. Praktisch. Gut» («Квадратний. Практичний. Хороший»). У 1974 році з'явилася кольорова упаковка. У 1976 році — поява упаковки knick-pack. У 1978 році підприємство, яким після смерті Альфреда Отто Ріттера керувала його дружина Марта, перейшло в руки третього покоління родини: Альфред Теодор Ріттер і його сестри Марла Гоппе-Ріттер стали працювати в консультативній раді підприємства.
У 1982 році асортимент розширено: на ринку був представлений мінішоколад Ritter Sport. У 1990 році компанія запустила проєкт у Нікарагуа із захисту лісів і сільського господарства, була надана підтримка місцевим фермерам для стійкого вирощування какао.
У 2004 році шоколад уже продавався в 70 країнах світу. У 2005 році раду директорів підприємства очолов Альфред Теодор Ріттер. Восени були відкриті музей Ritter і магазин шоколаду Ritter Sport. У 2012 році компанія купила в Нікарагуа землю і сама почала займатися стійким вирощуванням какао (перший урожай запланований на 2017 рік). Компанія відкрила в Равенсбурзькому парку атракціонів різнокольоровий шоколадний будинок з власним магазином, шоколадною майстернею і музеєм історії квадратної плитки. 
Під час повномасштабного вторгнення військ РФ до України 2022 року компанія відмовилась зупинити експорт на російській ринок та приєднатись до бойкоту фашистського режиму.